# らびゅっ!
『らびゅっ!』は、日本の女性アイドルグループ・なんキニ!の楽曲、及びミニ・アルバム（EP盤）のタイトルである。このアルバムCDは2023年6月30日にビクターエンタテインメントから発売された。

## 背景とリリース
前作のスタジオ・アルバム『Growing!!』（2022年3月25日）から1年3ヵ月ぶりとなるアルバム作品。この間に馳川侑奈・髙橋瑞希・永野澪緒が相次いで卒業し、この3人と入れ替わるように井上桜子・織本かなめ・花宮愛日が加入したため、なんキニ!は仁科茉彩・小野寺綾音・唐澤ひかり・坂下雅を含む7人体制に戻った。
2023年4月26日にShibuya O-nestで開催された『なんキニ! 定期公演 Vol.4』において、表題曲の初披露と共に本アルバムの発売が発表された。本作は5曲入りのEP盤となっており、そのうち「青空交差点」「透明色のファンタジー」はかねてからライブで歌唱されていた定番曲であったが、本作でようやく初CD化となった。但し先述のメンバーチェンジにより録り直しされた“2023 ver.”として制作され、関根佑樹による弦編曲が加えられている。なお、髙橋・永野の卒業前に配信リリースされた「初恋クリスマス」は未収録となっている。
ジャケットはメンバー7人が揃ったヴァージョンの他、各メンバーをメインにしたヴァージョンが7種制作されていたが、規格品番はVICL-65846で統一されている。表題曲を含むミュージックビデオを収録したDVD・Blu-ray Discは同梱されていない。
本作発売を前に、表題曲のTV sizeが5月24日から配信リリースされ、同6月28日には全5曲がフルサイズで配信リリース。LINE MUSICでは同日から8月8日まで再生回数キャンペーンが行われ、9999回以上再生すると『なんキニ! 夏休み賞』として同年8月23日にShibuya O-nestで行われた定期公演Vol.8『夏休みツーマンライブ! SP』（ゲスト：にっぽん!真骨頂）開催前の招待制ファンミーティングに参加することが出来た。
本アルバム発売翌年の2024年1月頃からメンバーの卒業が相次ぎ、同年11月6日に小野寺・唐澤・坂下が卒業したことにより本作参加のなんキニ!メンバーは全員卒業。総入れ替えで新体制（第3期）に移行したが、翌2025年3月17日をもって現体制終了→活動停止状態となったため、なんキニ!としてのCDリリースは現時点で本作が最新となっている。

## アルバム収録トラック
| #         | タイトル                            | 作詞             | 作曲                        | 編曲                                          | 弦編曲    | 時間  |
| --------- | ----------------------------------- | ---------------- | --------------------------- | --------------------------------------------- | --------- | ----- |
| 1.        | 「らびゅっ!」                       | karasu・前田甘露 | 早川博隆                    | 宇田川翔・早川博隆                            |           | 4:18  |
| 2.        | 「夢のつづき」                      | karasu           | 渡邉俊彦                    | 渡邉俊彦                                      |           | 4:16  |
| 3.        | 「SUMMER TIME」                     | 中山英二         | 中山英二                    | 中山英二                                      |           | 4:03  |
| 4.        | 「青空交差点」(2023 ver.)           | 中原徹也         | 早川博隆 村山シベリウス達彦 | 早川博隆 村山シベリウス達彦                   | 関根佑樹  | 4:01  |
| 5.        | 「透明色のファンタジー」(2023 ver.) | HIROTOMO         | HIROTOMO・SI.V              | HIROTOMO・SI.V 早川博隆（Additional Arrange） | 関根佑樹  | 4:09  |
| 合計時間: | 合計時間:                           | 合計時間:        | 合計時間:                   | 合計時間:                                     | 合計時間: | 20:47 |

### クレジット
- Guitar: 坂本遥（#2）、中山英二[注 5]（#3）、SI.V（#5）
- Bass: HIROTOMO（#5）
- Violin / Viola: 向山有輝（#4、#5）
- Chorus: SaKy（#4・#5）
- Recording Engineer: 五十嵐凪月
- Mixing Engineer: 百田尚史（#1・#2）、冨所雄樹（#3）、五十嵐凪月（#4・#5）

## メディアでの使用
| タイトル  | タイアップ                                                    | 出典  |
| --------- | ------------------------------------------------------------- | ----- |
| らびゅっ! | テレビ朝日『週刊ダウ通信』エンディングテーマ曲（2023年7月期） | [ 1 ] |